# Razorback Ridge
Razorback Ridge (englisch für Finnwalrückengrat) ist ein Gebirgskamm auf Tent Island in der Gruppe der Dellbridge-Inseln im antarktischen Ross-Archipel. Er ragt im westzentralen Teil der Insel auf.
Das New Zealand Antarctic Place-Names Committee benannte ihn deskriptiv, da er an den Rücken eines Finnwals erinnert.